# Cavia (entreprise)
 (avril 2020).
Si vous disposez d'ouvrages ou d'articles de référence ou si vous connaissez des sites web de qualité traitant du thème abordé ici, merci de compléter l'article en donnant les références utiles à sa vérifiabilité et en les liant à la section « Notes et références ».
Cavia, inc. (株式会社キャビア, Kabushiki gaisha Kyabia), fondé en mars 2000, était un développeur de jeux vidéo japonais basé à Tokyo. Le nom de la compagnie viendrait, apparemment, de l’acronyme composé à partir de Computer Amusement Visualizer, bien que le site internet de la société prétend aussi qu’il fait référence au caviar.
En octobre 2005, le nom de la compagnie fut changé pour AQ Interactive, inc. Elle devint responsable de la gestion de sociétés subsidiaires ainsi que des ventes et la promotion de logiciels de jeu. La planification et le développement de jeux vidéo ne furent pourtant pas délaissés, car ces tâches furent transférées vers une « nouvelle » Cavia.
En juillet 2010, il a été officiellement annoncé que la société serait dissoute pour être absorbée par AQ Interactive. La société arrêterait dorénavant de développer des jeux vidéo, ainsi Nier est vraisemblablement le dernier jeu développé par Cavia.

## Jeux
| Titre                                                                    | Date de sortie | Plates-formes           |
| ------------------------------------------------------------------------ | -------------- | ----------------------- |
| Nihon Daihyo-senshu Ni Naro                                              | 2002           | PlayStation 2           |
| One Piece: Nanatsu Shima no Daihihō                                      | 2002           | Game Boy Advance        |
| Resident Evil: Dead Aim                                                  | 2003           | PlayStation 2           |
| Drakengard                                                               | 2003           | PlayStation 2           |
| Takahashi Naoko no Marathon shiyōyo!                                     | 2003           | PlayStation 2           |
| Kamen Rider Seigi no Keifu                                               | 2003           | PlayStation 2           |
| Soccer Life!                                                             | 2003           | PlayStation 2           |
| Ghost in the Shell: Stand Alone Complex                                  | 2004           | PlayStation 2           |
| Dragon Ball Z: Supersonic Warriors                                       | 2004           | Game Boy Advance        |
| Steamboy                                                                 | 2005           | PlayStation 2           |
| Soccer Life 2                                                            | 2005           | PlayStation 2           |
| Drakengard 2                                                             | 2005           | PlayStation 2           |
| Naruto: Uzumaki Chronicles                                               | 2005           | PlayStation 2           |
| Beat Down: Fists of Vengeance                                            | 2005           | PlayStation 2, Xbox     |
| Dragon Ball Z: Supersonic Warriors 2                                     | 2005           | Nintendo DS             |
| Tetris: The Grand Master                                                 | 2005           | Xbox 360                |
| Tsuushin Taisen Majyan: Toryumon                                         | 2006           | Xbox 360                |
| Zitsuroku Oniyomenikki: Shiuchi Ni Taeru Otto No Rifuzintaiken Adventure | 2006           | PlayStation Portable    |
| Dragon Quest: Shounen Yangus to Fushigi no Dungeon                       | 2006           | PlayStation 2           |
| Operation Win Back 2 : Project Poseidon                                  | 2006           | PlayStation 2, Xbox     |
| Lovely Complex                                                           | 2006           | PlayStation 2           |
| Bullet Witch                                                             | 2006           | Xbox 360                |
| Zegapain XOR                                                             | 2006           | Xbox 360                |
| Naruto: Uzumaki Chronicles 2                                             | 2006           | PlayStation 2           |
| Zegapain NOT                                                             | 2006           | Xbox 360                |
| Death Note: Kira Game                                                    | 2006           | Wii                     |
| Victorious Boxers Challenge                                              | 2007           | PlayStation 2           |
| Fate/tiger colosseum                                                     | 2007           | PlayStation Portable    |
| Resident Evil: The Umbrella Chronicles                                   | 2007           | Wii                     |
| Sega Bass Fishing                                                        | 2008           | Wii                     |
| KORG DS-10 Synthesizer                                                   | 2008           | Nintendo DS             |
| KORG DS-10 Synthesizer Plus                                              | 2009           | Nintendo DS             |
| Resident Evil: The Darkside Chronicles                                   | 2009           | Wii                     |
| Nier                                                                     | 2010           | PlayStation 3, Xbox 360 |
| Cry On                                                                   | (annulé)       | Xbox 360                |
| Catacombs                                                                | (annulé)       | PlayStation 3, Xbox 360 |